# Кишкин, Сергей Тимофеевич
Сергей Тимофеевич Кишки́н (17 мая 1906 — 3 мая 2002) — советский учёный в области металловедения. Академик АН СССР / РАН. Лауреат Ленинской премии, двух Сталинских премий и Государственной премии СССР. Специалист в области металловедения и создания высокопрочных и жаропрочных конструкционных материалов. Доктор технических наук (1940). Член-корреспондент АН СССР по Отделению технических наук (металлургия и металловедение) с 10 июня 1960 года, академик по Отделению физикохимии и технологии неорганических материалов (конструкционные материалы и их обработка) с 1 июля 1966 года.

## Биография
Родился 17 (30 мая) 1906 года в Луганске (ныне Украина). В 1931 году окончил Московский механико-машиностроительный ин-т им. Н. Э. Баумана (ныне МВТУ имени Н. Э. Баумана) по специальности металловедение.
В 1931—1934 год работал инженером-исследователем в Автотанкодизельном отделе Экономического управления (ЭКУ) ОГПУ, место работы — Подольский филиал ОКБ Ижорского завода (на заводе С. Орджоникидзе). Разработал броню для первого в мире плавающего танка ПТ-1.
С 1934 работал во Всесоюзном институте авиационных материалов (ВИАМ): рукодитель броневой группы отдела чёрных и цветных металлов (1934—1937), начальник лаборатории авиаброни (1937—1950), начальник лаборатории физики металлов (1950—1986). В 1938—1975 годы — заместитель начальника ВИАМ, начальник отдела чёрных металлов. Член ВКП(б) с 1939 года.
Важным этапом в истории авиационной брони явилось создание С. Т. Кишкиным и Н. М. Скляровым гомогенной стальной брони марки АБ-1, сочетавшей высокую стойкость против всех типов пуль стрелкового оружия калибра 7,62-7,92 мм с весьма высокой технологичностью. Закалка на воздухе и под штампом позволяла изготовлять детали двойной кривизны, сложных аэродинамических контуров. Используя свойства этой брони, Ильюшин создал штурмовик Ил-2 с цельно броневым фюзеляжем — «летающий танк», обеспечив практически полную его неуязвимость от стрелкового оружия того времени и в значительной степени от малокалиберных снарядов осколочного и фугасного действия.
Теоретические положения и эффективные методы, предложенные С. Т. Кишкиным, явились основой для разработки жаропрочных сплавов всех типов и видов, а также сталей и тугоплавких сплавов. Эти сплавы стали основными материалами в ракетных двигателях всех систем, начиная от прямоточных двигателей, жидкостных реактивных двигателей и кончая мощными ракетными двигателями для вывода космических кораблей, спутников и других ракетно-космических объектов.
В начале 1950-х годов ВИАМ по предложению С. Т. Кишкина начал разрабатывать для лопаток турбин реактивных двигателей литейные жаропрочные сплавы, обладающие рядом преимуществ перед деформируемыми: можно ввести большее количество легирующих элементов, отливать полые охлаждаемые лопатки, скорость диффузии в литейных сплавах меньше, а стабильность структуры больше. Температурный уровень жаропрочности отечественных жаропрочных сплавов возрос с 800 до 1050 °C при напряжении 140 МПа за 100 ч.
Под его руководством создано целое семейство новых высокожаропрочных сплавов для монокристального литья турбинных лопаток всех типов двигателей гражданских и военных самолётов. Опубликовал десятки научных трудов.
Научная школа С. Т. Кишкина вырастила многих специалистов для предприятий авиационной промышленности. Более ста его учеников, защитили кандидатские и докторские диссертации.
Умер 3 мая 2002 года. Похоронен в Москве на Востряковском кладбище.

## Карьера
- чертёжник на заводе в Луганске 1923—1926
- Инженер-исследователь в специальном конструкторском бюро ОГПУ 1931—1934
- Начальник лаборатории брони ВИАМ 1937—1950
- Заведующий кафедрой металловедения в МАИ 1948—1960
- Начальник лаборатории физики металлов 1950—1986
- Первый заместитель директора Всесоюзного (ныне Всероссийского) научно-исследовательского института авиационных материалов (ВИАМ) 1938—1975
- Советник Генерального директора ВИАМ 1986—2002

## Семья
Женат вторым браком на Софье Исааковне Ратнер (1913—1993), выпускнице МИСиСа, докторе технических наук, начальнике сектора «Статических испытаний» лаборатории прочности ВИАМ. Сын Сергей (р. 1957), в 1980-е годы сотрудник ВИАМ, в 2000-е годы выехал в США, в настоящее время проживает в России.
Внучка Ирина Кишкина, юрист, живёт в Москве.

## Из библиографии
- Исследование распределения и диффузии компонентов в металлических сплавах методом авторадиографии / С. Т. Кишкин, С. З. Бокштейн. — Москва : [б. и.], 1955. — 21 с., 5 л. ил. : граф.; 22 см. — (Доклады, представленные СССР на Международную конференцию по мирному использованию атомной энергии; 47).
- Исследование влияния наклёпа на механические свойства и структуру сплава ЭИ437А / С. Т. Кишкин, А. М. Сулима, В. П. Строганов; М-во высш. образования СССР. Моск. ордена Ленина авиац. ин-т им. Серго Орджоникидзе. — Москва : Оборонгиз, 1956. — 85 с. : ил.; 22 см.
- Влияние облучения на структуру и свойства конструкционных металлов / С. Т. Кишкин. — Москва : Оборонгиз, 1958. — 40 с. : черт.; 25 см.
- Исследование строения металлов методом радиоактивных изотопов / С. З. Бокштейн, С. Т. Кишкин, Л. М. Мороз. — Москва : Оборонгиз, 1959. — 218 с., 1 л. табл. : ил.; 23 см.
- Литейные жаропрочные сплавы на никелевой основе : Разраб. и исслед. / С. Т. Кишкин, Г. Б. Строганов, А. В. Логунов; М-во авиац. пром-сти СССР, Отрасл. б-ка «Техн. прогресс и повышение квалификации». — М. : Машиностроение, 1987. — 110,[2] с. : ил.; 22 см.

### Под его редакцией
- Материалы и ресурс авиадвигателя : Материалы Второго науч.-техн. совещания / Всесоюз. ордена Ленина науч.-исслед. ин-т авиац. материалов ; Отв. редакторы чл.-корр. АН СССР С. Т. Кишкин и др. — [Москва] : ОНТИ, 1965. — в 2 т.; 22 см.
  - Ч. 1. — 1965. — 244 с., 1 л. ил. : ил.
  - Ч. 2. — 1965. — 162 с. : ил.
- Электронномикроскопические исследования структуры жаропрочных сплавов и сталей : [Сборник статей] / Под ред. акад. С. Т. Кишкина и канд. техн. наук Э. В. Поляк. — Москва : Металлургия, 1969. — 181 с. : ил.; 20 см.
- Жаропрочные сплавы и прогрессивная технология литья лопаток ГТД : Сборник статей / Под ред. акад. С. Т. Кишкина [и др.] ; Всесоюз. науч.-исслед. ин-т авиац. материалов. ОНТИ. — [Москва] : [б. и.], 1976. — 168 с., 2 л. ил. : ил.; 22 см.
- Металловедение алюминиевых сплавов : [сборник статей] / АН СССР, Отд-ние физикохимии и технологии неорган. материалов; отв. ред. С. Т. Кишкин. — Москва : Наука, 1985. — 237 с. : ил.; 22 см.

### Учебные пособия
- Основы легирования конструкционной стали / С. З. Бокштейн и С. Т. Кишкин. — Москва : изд-во и 1-я тип. Машгиза, 1950 (Ленинград). — 47 с. : граф.; 20 см. — (Заочные курсы усовершенствования инженеров металловедов-термистов / Всесоюз. науч. инж.-техн. о-во машиностроителей «ВНИТОМаш». Ком. металловедения и терм. обработки).

### Научно-популярные выступления
- Материалосбережение / С. Т. Кишкин. — М. : Знание, 1987. — 62,[1] с.; 20 см. — (В помощь лектору. Б-чка «Ускорение науч.-техн. прогресса»).
- Будущее конструкционных материалов / С. Т. Кишкин. — М. : Знание, 1989. — 62,[1] с. : ил.; 20 см. — (Новое в жизни, науке, технике. Техника; N 3).; ISBN 5-07-000286-4

### Избранные труды
- Кишкин, Сергей Тимофеевич. Создание, исследование и применение жаропрочных сплавов : избранные тр. : к 100-летию со дня рожд. / С. Т. Кишкин ; авт.-сост. Е. Н. Каблов, А. П. Петрова ; ФГУП «Всерос. науч.-исслед. ин-т авиац. материалов». — Москва : Наука, 2006. — 406, [1] с., [1] л. портр. : ил., табл., факс.; 24 см. — (Памятники отечественной науки. XX век / Рос. акад. наук, науч. совет Программы фунд. исслед. Президиума РАН «Издание трудов выдающихся учёных»).; ISBN 5-02-034535-0

## Награды и премии
- Ленинская премия (1984)
- Сталинская премия II степени (10 апреля 1942) — за создание авиационной брони
- Сталинская премия I степени (1949) — за разработку технологии производства жаропрочного сплава
- Государственная премия СССР (1968)
- премия Совета Министров СССР (1950, 1981)
- премия ЦК ВЛКСМ (1940)
- орден Ленина (16 сентября 1945)
- орден Октябрьской Революции (1971)
- четыре ордена Трудового Красного Знамени (1948, 1949, 1957, 1975)
- заслуженный деятель науки и техники РСФСР (1957)
- Золотая медаль имени Д. К. Чернова (1984) — за цикл работ в области прочности и жаропрочности металлических материалов для авиакосмической техники
- Премия правительства Российской Федерации (2000)
- Орден «За заслуги перед Отечеством» IV степени (12 апреля 2002) — за большой вклад в создание авиационно-космической техники и многолетний добросовестный труд[3]
- Благодарность Президента Российской Федерации (4 июня 1999) — за большой вклад в развитие отечественной науки, многолетний добросовестный труд и в связи с 275-летием Российской академии наук[4]